# Ronald Graafland
Ronald Graafland (Rotterdam, 30 april 1979) is een voormalig profvoetballer die speelde als keeper. Medio 2015 beëindigde Graafland zijn carrière. Sinds 2016 is hij actief als keepertrainer bij Excelsior. Ook werkte hij tot 2021 in het familiebedrijf Snackbar Graafland.

## Carrière
Graafland begon zijn carrière bij DCV en kwam op jonge leeftijd in de jeugdopleiding van Feyenoord. Hier had hij bij het eerste team concurrentie van Jerzy Dudek en Edwin Zoetebier. Hierdoor debuteerde Graafland nooit officieel voor de club uit Rotterdam-Zuid.
In 2000 verhuisde hij naar Excelsior. De bedoeling was dat Graafland na het seizoen 2000/2001 zou doorbreken in het eerste elftal van Feyenoord. Dat liep uiteindelijk allemaal totaal anders. In 2001 raakte de doelman in een coma, nadat hij tijdens een wedstrijd tussen FC Dordrecht en Excelsior door medespeler Raphael Supusepa aan het hoofd geraakt werd. In eerste instantie werd de diagnose gesteld dat Graafland er een hersenschudding aan over hield. Uiteindelijk bleek het om een hersenkneuzing te gaan. Hij speelde hierdoor pas na vier jaar weer een wedstrijd. Dit was in het eerste elftal van Excelsior. Een terugkeer naar Feyenoord zat er niet meer in. Hij speelde uiteindelijk ruim 8 seizoenen bij Excelsior. In het seizoen 2005/2006 behaalde hij een basisplaats en werd hij met Excelsior kampioen van de Eerste divisie. In totaal stond hij in 86 wedstrijden onder de lat bij de Kralingers.
Tijdens de seizoenen 2008/2009 en 2009/10 stond Graafland onder contract bij Vitesse, waar hij derde keeper was achter Piet Velthuizen en Eloy Room. Hij debuteerde niet voor de Arnhemmers.
Op 9 september 2010 ondertekende hij een eenjarig contract bij Ajax waar hij derde doelman werd. Dit kwam doordat Kenneth Vermeer bijna het gehele seizoen uitgeschakeld was door een blessure. Na de duimblessure van eerste keeper Maarten Stekelenburg was hij tijdelijk tweede keeper bij Ajax. Met Ajax werd hij voor de tweede maal landskampioen.
Na het seizoen 2010/11 zou Graafland voor de amateurs van vv Capelle gaan spelen en in Krimpen aan de IJssel in familiebedrijf Snackbar Graafland gaan werken. Eind augustus 2011, één dag voor de eerste competitiewedstrijd, kwam hij een verbintenis met Feyenoord overeen. Op zaterdag 3 mei 2014 maakte Graafland na achttien jaar zijn debuut voor Feyenoord. Hij was daarmee de oudste debutant van de club uit Rotterdam-Zuid sinds Michael Mols (36) op 1 september 2007. In maart 2015 maakte de club bekend dat het contract van Graafland niet werd verlengd. De man die in het seizoen 2001/02 eerste keeper had moeten worden bij Feyenoord kwam uiteindelijk tot maar 1 wedstrijd voor de Rotterdammers.
Graafland werd keeperstrainer in de jeugdopleiding van Feyenoord en hij viel even in als keeperstrainer bij het eerste elftal tijdens de afwezigheid van Patrick Lodewijks. Op 26 juli 2016 werd bekend dat hij per direct Rob van Dijk zou opvolgen als keeperstrainer van zijn oude club Excelsior.

## Clubstatistieken
| Seizoen   | Club      | Competitie     | Duels | Goals |
| --------- | --------- | -------------- | ----- | ----- |
| 1998/1999 | Feyenoord | Eredivisie     | 0     | 0     |
| 1999/2000 | Feyenoord | Eredivisie     | 0     | 0     |
| 2000/2001 | Excelsior | Eerste divisie | 2     | 0     |
| 2001/2002 | Excelsior | Eerste divisie | 0     | 0     |
| 2002/2003 | Excelsior | Eredivisie     | 0     | 0     |
| 2003/2004 | Excelsior | Eerste divisie | 0     | 0     |
| 2004/2005 | Excelsior | Eerste divisie | 8     | 0     |
| 2005/2006 | Excelsior | Eerste divisie | 38    | 0     |
| 2006/2007 | Excelsior | Eredivisie     | 8     | 0     |
| 2007/2008 | Excelsior | Eredivisie     | 30    | 0     |
| 2008/2009 | Vitesse   | Eredivisie     | 0     | 0     |
| 2009/2010 | Vitesse   | Eredivisie     | 0     | 0     |
| 2010/2011 | Ajax      | Eredivisie     | 0     | 0     |
| 2011/2012 | Feyenoord | Eredivisie     | 0     | 0     |
| 2012/2013 | Feyenoord | Eredivisie     | 0     | 0     |
| 2013/2014 | Feyenoord | Eredivisie     | 1     | 0     |
| 2014/2015 | Feyenoord | Eredivisie     | 0     | 0     |
| Totaal    | Totaal    | Totaal         | 87    | 0     |

## Erelijst
- Eredivisie (2x)

1999, 2011
- Johan Cruijff Schaal

1999
- Eerste divisie

2006